# Castello di Radboud

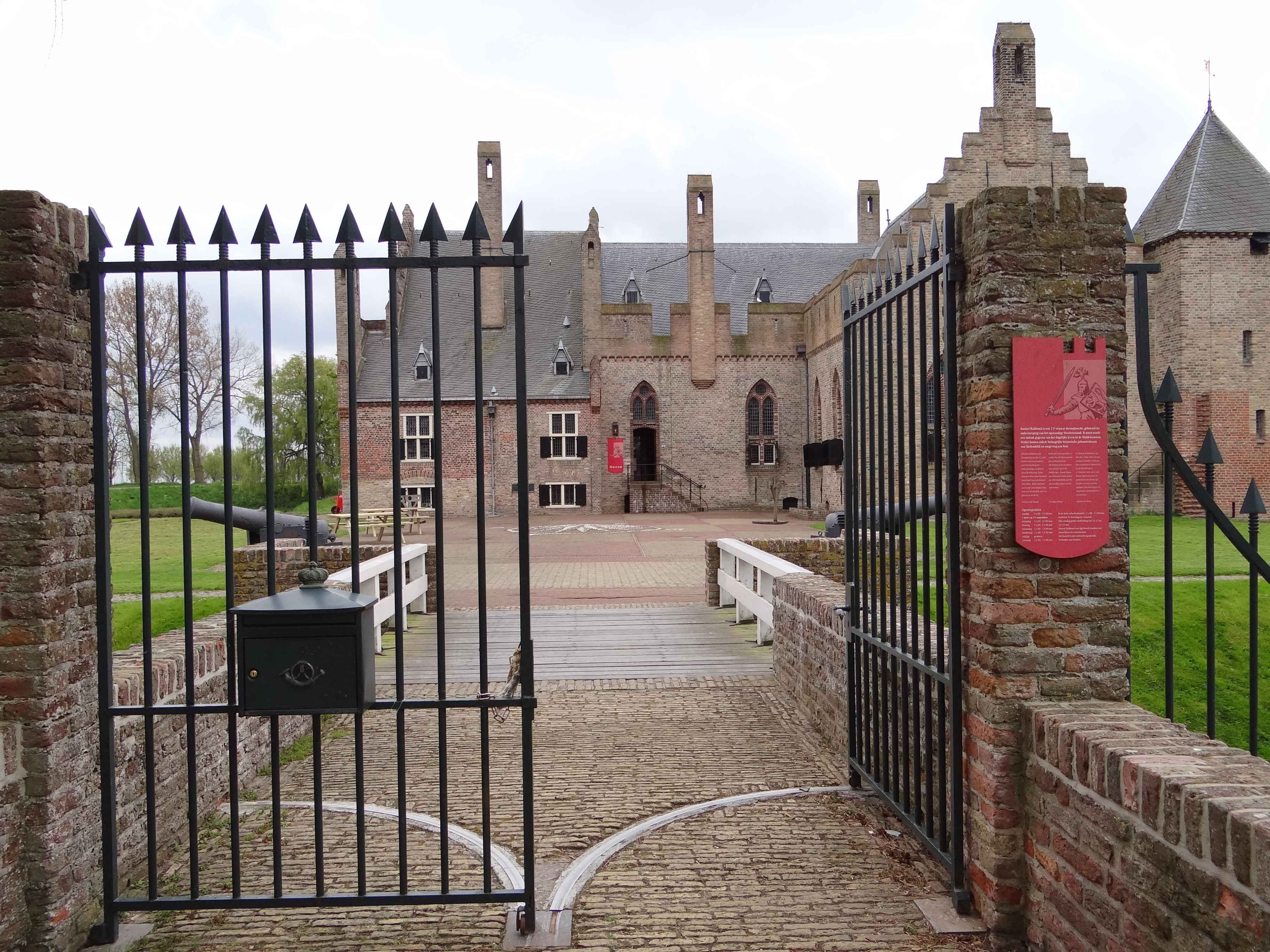
Entrata del castello di Radboud

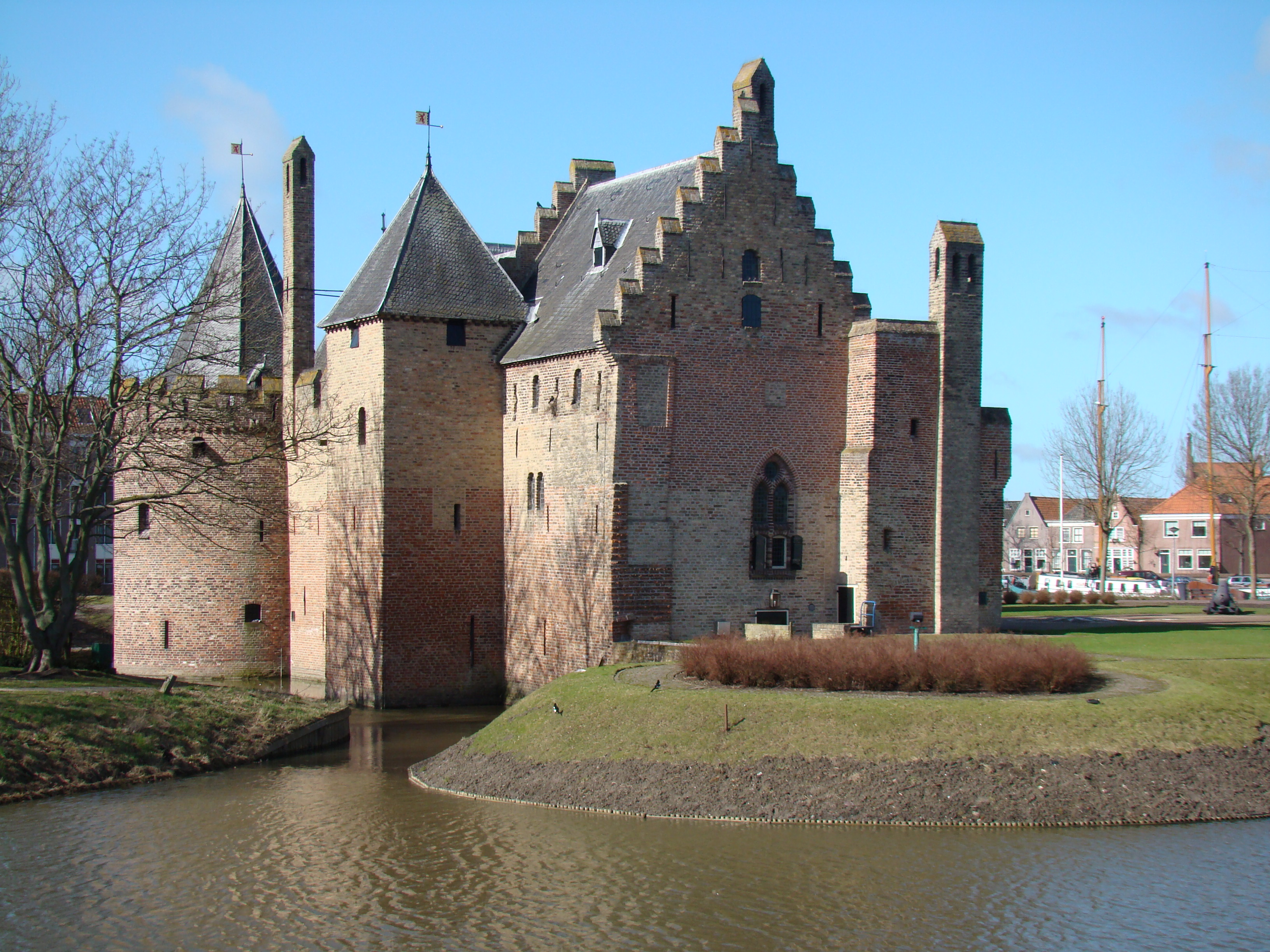
Un'ala del castello di Radboud

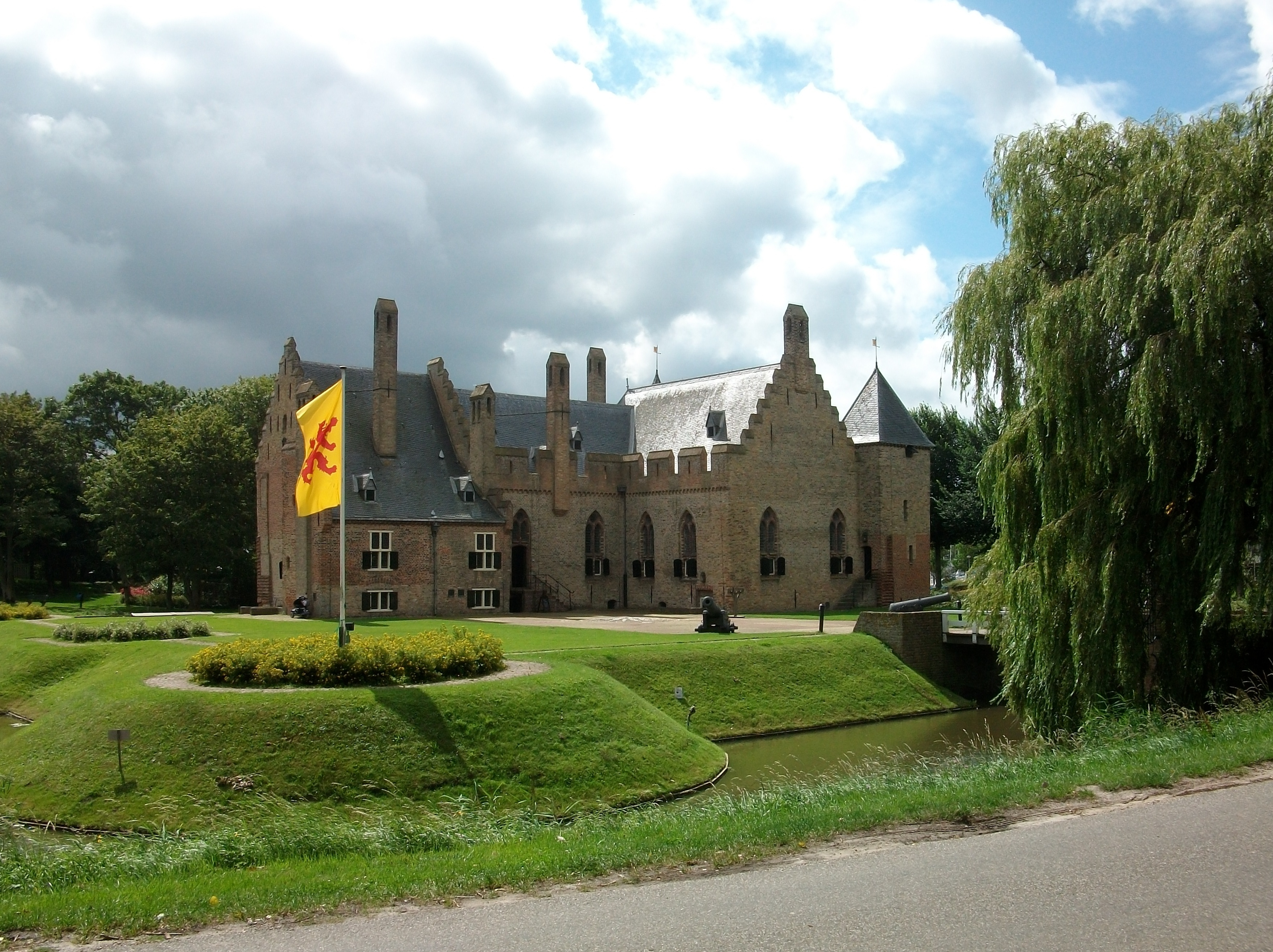
Un'ala del castello di Radboud con il giardino circostante

Il castello di Radboud (in olandese: Kasteel Radboud), noto anche come castello di Medemblik (in olandese: Kasteel Medemblik), è un castello fortificato sull'acqua della cittadina olandese di Medemblik, nella regione della Frisia Occidentale (provincia dell'Olanda Settentrionale), costruito originariamente alla fine del XIII secolo per volere del conte Fiorenzo V d'Olanda e in gran parte ricostruito tra il 1890 e il 1897.  Il nome con cui il castello è comunemente noto, ovvero "castello di Radboud", deriva da una leggenda, secondo la quale il costruttore sarebbe stato un re frisone di nome Radboud vissuto nell'VIII secolo.
L'edificio è classificato come rijksmonument nr. 28386.

## Storia
Il castello di Medemblik fu l'ultima delle fortezze fatte costruire da Fiorenzo (Floris) V alla fine del XIII secolo: si trattava di una serie di fortezze che servivano per impedire le invasioni da parte dei Frisoni. La data esatta della costruzione non è nota, ma si sa che l'edificio era esistente durante l'inondazione di Santa Lucia del 13 dicembre 1287 e si può quindi supporre una data intorno al 1283.
L'edificio originario era costituito da una fortezza quadrangolare con torri circolari agli angoli.
Tra il XIV e il XV secolo, i conti di Medemblik assunsero delle persone a guardia del castello.
Nel 1517, il castello garantì la salvezza ai cittadini di Medemblik contro un assalto di pirati. Sempre nello stesso anno, circolò la leggenda secondo la quale il castello di Medemblik sarebbe stato costruito dal re frisone Radboud: la leggenda deriva dal fatto che il castello di Medemblik sarebbe stato costruito nel luogo in cui sorgeva forse una fortezza preesistente fatta realizzare da questo sovrano.
In seguito, tra il 1573 e il 1573, con la costruzione delle mura attorno a Medemblik, il castello cittadino iniziò a perdere d'importanza e cadde progressivamente in rovina.
Tra il 1661 e il 1734, la grande sala situata nell'ala sud-occidentale del castello fu utilizzata come chiesa protestante e la torre quadrata nell'ala occidentale del castello fu ricostruita trasformata in un campanile.
Quindi, a partire dal 1848, iniziò una notevole opera di demolizione del castello, che consistette nell'abbattimento dell'ingresso e di tre torri (avvenuto nel 1850) e nel successivo abbattimento di altre due torri (avvenuto nel 1870).
Nel 1889-1890, le rovine del castello di Radboud divennero di proprietà dello stato. In seguito, furono intraprese delle opere di restauro da parte dell'architetto J. van Lokhorst sotto la supervisione di Pierre Cuypers  e, tra il 1897 e il 1934, l'edificio fu utilizzato come palazzo di giustizia.
Nel 1931, un edificio esterno al castello di Radboud fu investito da un incendio: l'incendio fece emergere l'esistenza di un'antica torre nell'area settentrionale della struttura.
Nel 1936, venne ristabilito il fossato attorno al castello. Un'ulteriore opera di restauro fu quindi intrapresa nel 1964 allo scopo di ridare al castello l'aspetto medievale originario.

## Architettura
Ciò che rimane del castello originario sono due ali residenziali, una torre circolare e due torri quadrate.

## Il castello di Radboud nella cultura di massa
- L'edificio è raffigurato nel dipinto di Nicolaas Bastert Kasteel Radboud te Medemblik, conservato nello Stedelijk Museum di Amsterdam[6]